# NGC 5370
NGC 5370 este o liner situată în constelația Ursa Mare. A fost descoperită în 19 martie 1790 de către William Herschel. Se află la o distanță de 47,44 de megaparseci de Pământ.